# The Works Tour
A The Works Tour foi uma turnê da banda de rock britânica Queen, e uma das maiores do grupo. A banda participou da primeira edição do Rock in Rio em 1985 e o concerto foi lançado em VHS. Também foi lançado um vídeo de um concerto em Tóquio intitulado de We Are the Champions: Final Live in Japan, mas o nome não tinha nada a ver com um ultimo concerto, pois a banda tinha outros dois concertos, um em Nagoya e outro em Osaka. A turnê passou pela Europa, Oceania, Japão, Brasil e África do Sul, país onde a banda fez uma apresentação controversa, devido ao regime de apartheid.

## Lista de canções
| 1. "Machines" (intro) 2. "Tear It Up" 3. "Tie Your Mother Down" 4. "Under Pressure" 5. "Somebody to Love" 6. "In The Lap Of The Gods" 7. "Killer Queen" 8. "Seven Seas of Rhye" 9. "Keep Yourself Alive" 10. "Liar" 11. Improvisação 12. "It's a Hard Life" 13. "Dragon Attack" 14. "Now I'm Here" 15. "Is This the World We Created?" 16. "Love of My Life" 17. "Stone Cold Crazy" 18. "Great King Rat" 19. Spike Edney keyboards solo 20. Solo de Guitarra 21. "Brighton Rock" (final) 22. "Hammer To Fall" 23. "Another One Bites The Dust" 24. "Crazy Little Thing Called Love" 25. "Bohemian Rhapsody" 26. "Radio Ga Ga" Encore: 1. "I Want to Break Free" 2. "Jailhouse Rock" 3. "We Will Rock You" 4. "We Are the Champions" 5. "God Save the Queen" [tape] Outras músicas - "Staying Power" (approx. na metade dos shows) - "Saturday Night's Alright for Fighting" - "Mustapha" (intro) - "Sheer Heart Attack" (substituindo "Jailhouse Rock") - "Not Fade Away" (Londres, 4 de Setembro de 1984) - "'39" (parte, Leiden) | 1. "Machines" (intro) 2. "Tear It Up" 3. "Tie Your Mother Down" 4. "Under Pressure" 5. "Somebody to Love" 6. "Killer Queen" 7. "Seven Seas of Rhye" 8. "Keep Yourself Alive" 9. "Liar" 10. Improvisação 11. "It's a Hard Life" 12. "Dragon Attack" 13. "Now I'm Here" 14. "Is This the World We Created?" 15. "Love of My Life" 16. Solo de Guitarra 17. "Brighton Rock" (final) 18. "Another One Bites the Dust" 19. "Hammer to Fall" 20. "Crazy Little Thing Called Love" 21. "Bohemian Rhapsody" 22. "Radio Ga Ga" Encore: 1. "I Want to Break Free" 2. "Jailhouse Rock" 3. "We Will Rock You" 4. "We Are the Champions" 5. "God Save the Queen" [tape] Outras músicas - "Rock in Rio Blues" (improvisação) - "Saturday Night's Alright for Fighting" - "Mustapha" (intro) - "Whole Lotta Shakin' Goin' On" - "Let Me Out" (durante o solo de guitarra) - "My Fairy King" (durante a improvisação no piano) - "The March of the Black Queen" (durante a improvisação no piano) |

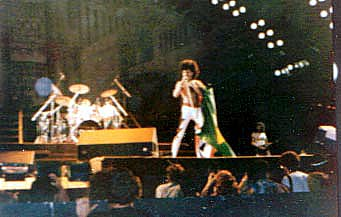
Queen durante o Rock in Rio. Freddie Mercury segura a bandeira do Brasil.

## Datas
| Data                     | Cidade            | País               | Local                                            |
| ------------------------ | ----------------- | ------------------ | ------------------------------------------------ |
| Europa                   |                   |                    |                                                  |
| 24 de agosto de 1984     | Bruxelas          | Bélgica            | Arena Forest National                            |
| 28 de agosto de 1984     | Dublin            | Irlanda            | Arena RDS                                        |
| 29 de agosto de 1984     | Dublin            | Irlanda            | Arena RDS                                        |
| 31 de agosto de 1984     | Birmingham        | Reino Unido        | Arena NEC                                        |
| 1 de setembro de 1984    | Birmingham        | Reino Unido        | Arena NEC                                        |
| 2 de setembro de 1984    | Birmingham        | Reino Unido        | Arena NEC                                        |
| 4 de setembro de 1984    | Londres           | Reino Unido        | Arena Wembley                                    |
| 5 de setembro de 1984    | Londres           | Reino Unido        | Arena Wembley                                    |
| 7 de setembro de 1984    | Londres           | Reino Unido        | Arena Wembley                                    |
| 8 de setembro de 1984    | Londres           | Reino Unido        | Arena Wembley                                    |
| 10 de setembro de 1984   | Dortmund          | Alemanha Ocidental | Arena Westfalenhallen                            |
| 14 de setembro de 1984   | Milão             | Itália             | Palasport di San Siro                            |
| 15 de setembro de 1984   | Milão             | Itália             | Palasport di San Siro                            |
| 16 de setembro de 1984   | Munique           | Alemanha Ocidental | Arena do Parque Olímpico de Munique              |
| 18 de setembro de 1984   | Paris             | França             | Palais Omnisports de Paris-Bercy                 |
| 20 de setembro de 1984   | Leida             | Países Baixos      | Arena Groenoordhallen                            |
| 21 de setembro de 1984   | Bruxelas          | Bélgica            | Arena Forest National                            |
| 22 de setembro de 1984   | Hanôver           | Alemanha Ocidental | Arena Europahalle                                |
| 24 de setembro de 1984   | Berlim Ocidental  | Alemanha Ocidental | Arena Deutschlandhalle                           |
| 26 de setembro de 1984   | Frankfurt am Main | Alemanha Ocidental | Arena Festhalle                                  |
| 27 de setembro de 1984   | Estugarda         | Alemanha Ocidental | Hanns-Martin-Schleyer-Halle                      |
| 29 de setembro de 1984   | Viena             | Áustria            | Centro de Convenções Wiener Stadthalle           |
| 30 de setembro de 1984   | Viena             | Áustria            | Centro de Convenções Wiener Stadthalle           |
| África                   |                   |                    |                                                  |
| 5 de outubro de 1984     | Rustemburgo       | África do Sul      | Super Bowl Sun City                              |
| 6 de outubro de 1984     | Rustemburgo       | África do Sul      | Super Bowl Sun City                              |
| 7 de outubro de 1984     | Rustemburgo       | África do Sul      | Super Bowl Sun City                              |
| 12 de outubro de 1984    | Rustemburgo       | África do Sul      | Super Bowl Sun City                              |
| 13 de outubro de 1984    | Rustemburgo       | África do Sul      | Super Bowl Sun City                              |
| 14 de outubro de 1984    | Rustemburgo       | África do Sul      | Super Bowl Sun City                              |
| 18 de outubro de 1984    | Rustemburgo       | África do Sul      | Super Bowl Sun City                              |
| 19 de outubro de 1984    | Rustemburgo       | África do Sul      | Super Bowl Sun City                              |
| 20 de outubro de 1984    | Rustemburgo       | África do Sul      | Super Bowl Sun City                              |
| América do Sul           |                   |                    |                                                  |
| 11 de janeiro de 1985[a] | Rio de Janeiro    | Brasil             | Cidade do Rock em Jacarepaguá                    |
| 18 de janeiro de 1985[a] | Rio de Janeiro    | Brasil             | Cidade do Rock em Jacarepaguá                    |
| Oceania                  |                   |                    |                                                  |
| 13 de abril de 1985      | Auckland          | Nova Zelândia      | Estádio Mount Smart                              |
| 16 de abril de 1985      | Melbourne         | Austrália          | Centro de Entretenimento e Esportes de Melbourne |
| 17 de abril de 1985      | Melbourne         | Austrália          | Centro de Entretenimento e Esportes de Melbourne |
| 19 de abril de 1985      | Melbourne         | Austrália          | Centro de Entretenimento e Esportes de Melbourne |
| 20 de abril de 1985      | Melbourne         | Austrália          | Centro de Entretenimento e Esportes de Melbourne |
| 25 de abril de 1985      | Sydney            | Austrália          | Centro de Entretenimento de Sydney               |
| 26 de abril de 1985      | Sydney            | Austrália          | Centro de Entretenimento de Sydney               |
| 28 de abril de 1985      | Sydney            | Austrália          | Centro de Entretenimento de Sydney               |
| 29 de abril de 1985      | Sydney            | Austrália          | Centro de Entretenimento de Sydney               |
| Ásia                     |                   |                    |                                                  |
| 8 de maio de 1985        | Tóquio            | Japão              | Arena Nippon Budokan                             |
| 9 de maio de 1985        | Tóquio            | Japão              | Arena Nippon Budokan                             |
| 11 de maio de 1985       | Tóquio            | Japão              | Ginásio Nacional Yoyogi                          |
| 13 de maio de 1985       | Nagoya            | Japão              | Ginásio Provincial de Aichi                      |
| 15 de maio de 1985       | Osaka             | Japão              | Osaka-jō Hall                                    |

### Nota(s)
↑ A: As apresentações de 11 e 18 de janeiro de 1984 no Rio de Janeiro fizeram parte da edição original do Rock in Rio, com o Queen performando como atração principal em ambas as noites

## Banda
- Freddie Mercury - [[vocal, piano e guitarra em ("Crazy Little Thing Calle

d Love")]]
- John Deacon - baixo
- Brian May - guitarra
- Roger Taylor - bateria